# Passiflora nuriensis
Passiflora nuriensis är en passionsblomsväxtart som beskrevs av Julian Alfred Steyermark. Passiflora nuriensis ingår i släktet passionsblommor, och familjen passionsblomsväxter. Inga underarter finns listade i Catalogue of Life.